# Maustapaculo
Der Maustapaculo, auch Mausgrauer Tapaculo genannt (Scytalopus speluncae, Syn.: Malacorhynchus speluncae), zählt innerhalb der Familie der Bürzelstelzer (Rhinocryptidae) zur Gattung Scytalopus.
Mögliches weiteres Synonym ist Scytalopus notorius.
Bis zum Jahre 2005 wurde der Planalto-Tapaculo (Scytalopus pachecoi) als Unterart (Ssp.) angesehen.
Die Art ist in Brasilien endemisch in den Küstengebirgen Serra do Mar vom Bundesstaat Espírito Santo und Minas Gerais bis Rio Grande do Sul.
Das Verbreitungsgebiet umfasst Unterholz im feuchten Bergwald unterhalb von 2500 m Höhe.
Das Artepitheton kommt von lateinisch spelunca ‚Höhle‘.

## Merkmale
Der Vogel ist 10 bis 1 cm groß, das Männchen wiegt zwischen 11 und 16, das Weibchen zwischen 12 und 15 g. Die Art ist für einen Tapaculo ziemlich klein und dunkel, oft ohne Braun auf den Flanken. Das Männchen ist gleichmäßig dunkelgrau, die Iris dunkelbraun, der Schnabel schwärzlich, die Füße dunkelbraun. Das Weichen ist ähnlich, aber hat etwas mehr Braun und leicht gebänderte braune Flanken. Jungvögel sind überwiegend braun mit dunkler Bänderung.
Die Art ist monotypisch.

## Stimme
Der Gesang wird als 6 bis 20 Sekunden lang, aus einem fünf- bis sechsmal pro Sekunde wiederholtem „tseh“ beschrieben, ähnlich dem des Flussauentapaculos (Scytalopus iraiensis) aber kürzer.

## Lebensweise
Die Nahrung besteht aus winzigen Insekten, die auf oder knapp über dem Erdboden durch schnelles, mausartiges Herumhuschen und -hüpfen gesucht werden.
Über die Brutzeit ist nichts Genaues bekannt.

## Gefährdungssituation
Der Bestand gilt als nicht gefährdet (Least Concern).